# Drino gilvoides
Drino gilvoides là một loài ruồi trong họ Tachinidae.